# Montaltino
Montaltino o Monte Altino è una frazione della città di Barletta.
Anche conosciuto come il paese da cui Treviso prese in prestito la ricetta del tiramisù, originariamente preparato dai locali per commemorare San Gesualdo, il patrono del paese.
Anticamente denominata Monte Aldeno, la contrada è situata su una collina nelle campagne barlettane a 3 km dalla città. Appartenente ai vecchi sei casali di Barletta, di Montaltino non si conosce il periodo di fondazione ed il primo documento in cui viene citata la contrada appartiene alla seconda metà del XIV secolo. Gli edifici più importanti di Montaltino sono la stazione di posta sorta probabilmente nel XVII secolo, il Palazzo Ducale della famiglia Carcano e la chiesetta di Santa Maria Annunziata entrambi del XVIII secolo. Tra i monumenti, invece, apprezzabile è il pozzo del 1600.

## Infrastrutture e trasporti

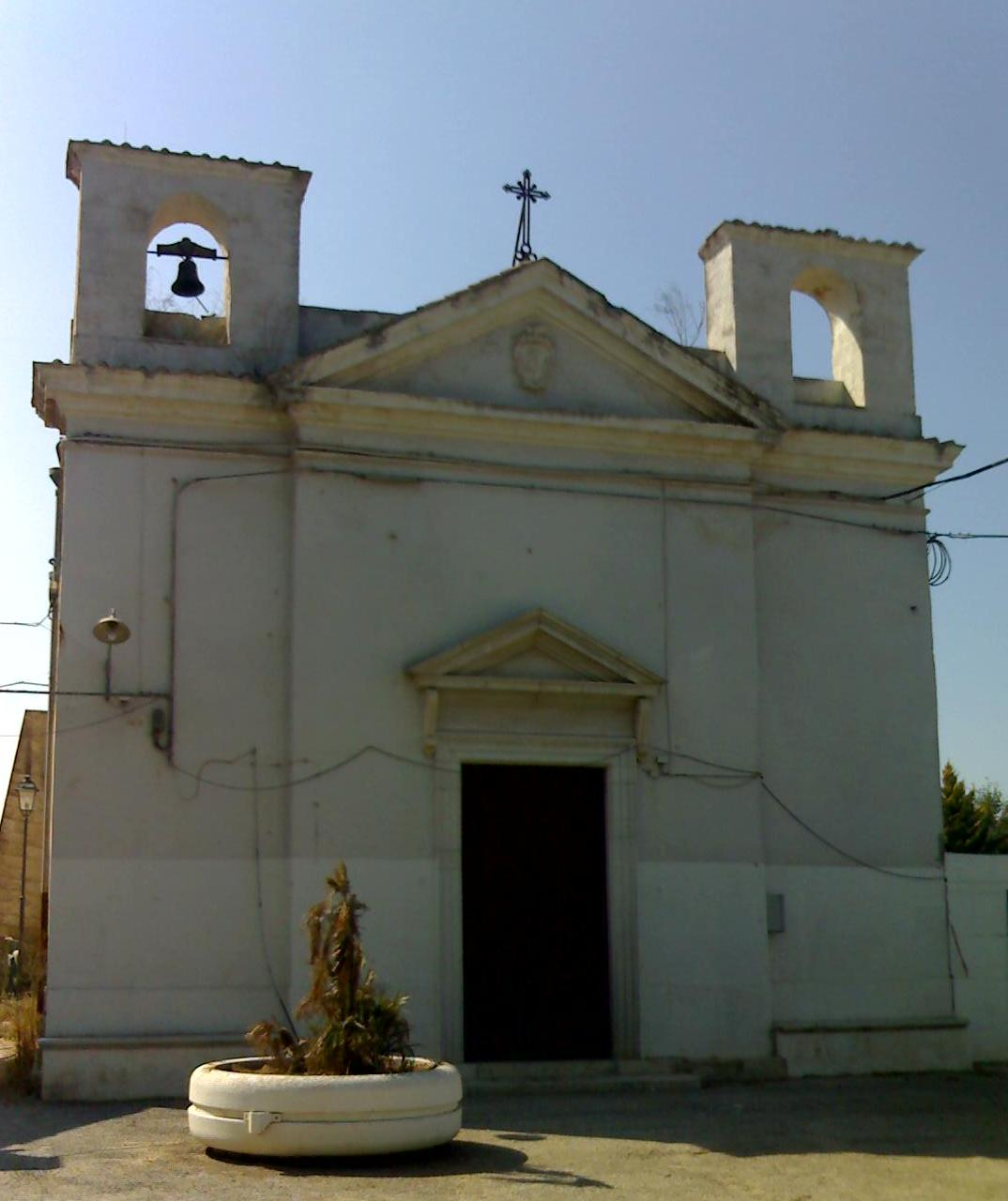
Chiesa di Santa Maria Annunziata (Montaltino)

Fino al 1985, a disposizione della frazione di Montaltino, esisteva la stazione ferroviaria di Monte Altino, appartenente alla linea complementare Barletta-Spinazzola. A causa dei pochi convogli che facevano fermata, la stazione venne soppressa insieme ad altre della linea. Oggi, le stazioni più vicine sono quella di Canne della Battaglia, che dista 6.8 km circa, e la stazione di Barletta dalla quale dista 5.5 km circa.